# Rógvi Jacobsen
Rógvi Jacobsen, född den 5 mars 1979, är en färöisk före detta fotbollsspelare som för närvarande innehar målrekordet i det färöiska landslaget med tio mål. Han började spela i klubben 1996 och 1999 i landslaget. 12 september 2007 när han gjorde mål mot Litauen hade han och Todi Jónsson lika många mål, nio stycken. Men 21 november 2007 gjorde han sitt tionde mål och han hade rekord. Han gjorde två mål i kvalet till EM 2004, två i två olika vänskapsmatcher, två i kvalet till 2006 och fyra i kvalet till Europamästerskapet i fotboll 2008.